# Ardisia aberrans
Ardisia aberrans là một loài thực vật có hoa trong họ Anh thảo. Loài này được (E.Walker) C.T.Wu & C.Chen mô tả khoa học đầu tiên năm 1977.